# اوراخاچ
اوراخاچ (ارمنی: ՈՒրախ، به زبان لاتین: اولوباب Ulubab) یک منطقه مسکونی در جمهوری آرتساخ است که در استان آسکران واقع شده است.